# Kiriša

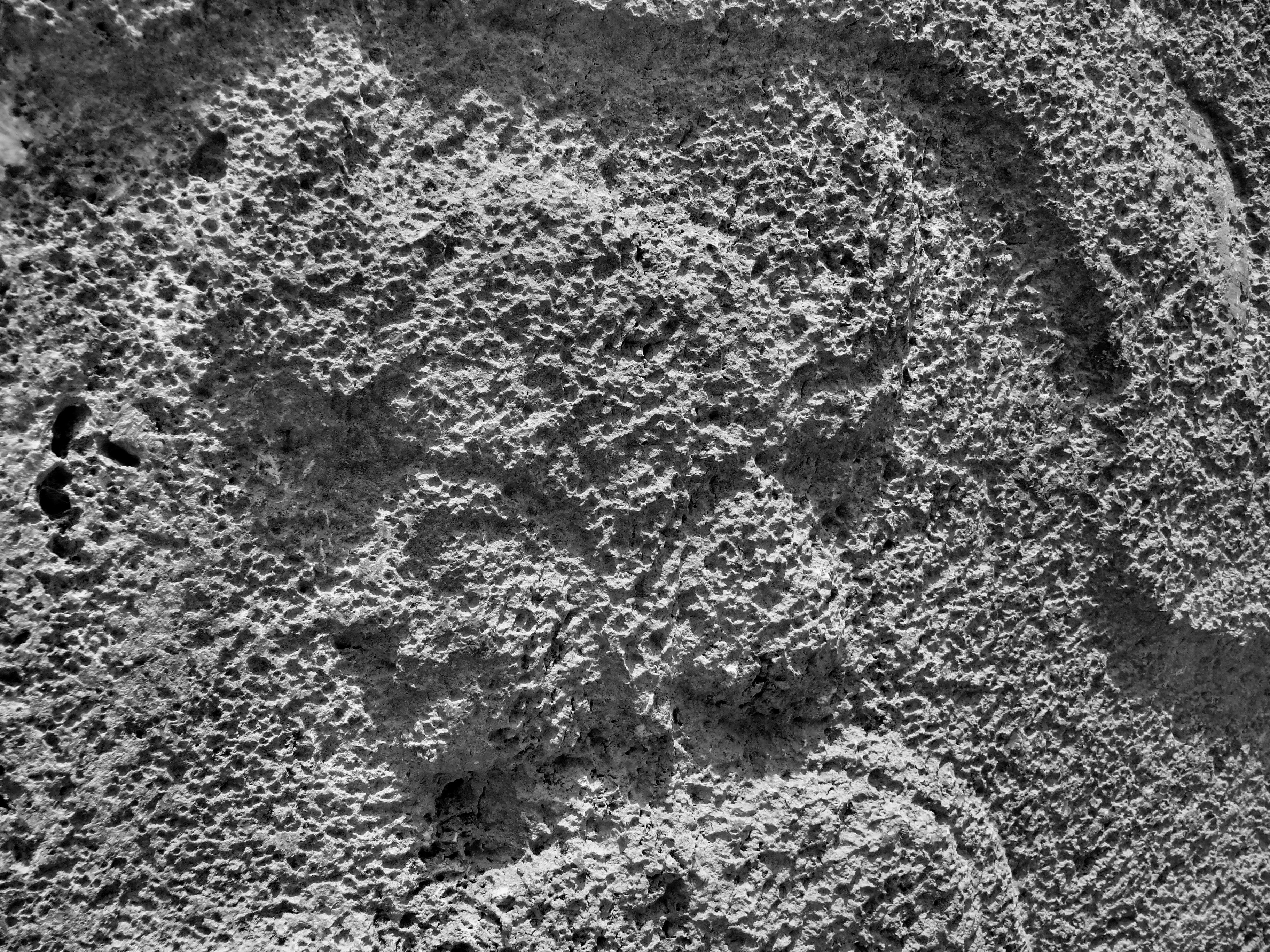
Darstellung einer elamischen Göttin auf dem Felsrelief von Kurangun. Nach Heidemarie Koch ist dies die Göttin Kiriša.

Kiriša oder Kiririša (elamisch „Große Göttin“) war eine elamische Göttin, die ursprünglich in Liyan verehrt wurde. Vor allem im zweiten Jahrtausend v. Chr. verdrängte sie Pinikir als bedeutendste elamische Göttin.
Kiriša trug Titel wie „Herrin des Himmels“, „Wohltäterin der Könige“, „Herrin des Hochtempels“, „Mutter der Götter“ oder „Große Gemahlin“. Diese Titel lassen auf eine Muttergöttin schließen. Funde im vom elamischen König Untaš-Napiriša erbauten Kiriša-Tempel von Dur-Untaš zeigen, dass Kiriša der mit Kampf und Krieg assoziierte Aspekt der Muttergöttin war, denn ihr wurden vornehmlich Waffen geweiht.
Kiriša war die Gemahlin des Gottes Napiriša (elamisch „Großer Gott“), des Herrn der Erde und Hauptgottes von Anschan. Sollte sich hinter Napiriša der Gott Humban verbergen, so war sie auch die Gemahlin Humbans. Als Sohn von Kiriša und Napiriša galt Hutran, ein Gott der Kämpfer und Soldaten.